# Frontera entre Àustria i Txèquia
La frontera entre Àustria i Txèquia és la frontera internacional que s'estén d'oest a est i separa el nord-oest d'Àustria (länder d'Alta Àustria i Baixa Àustria) del sud-est de Txèquia (regions de Bohèmia Meridional, Moràvia Meridional i Vysočina), ambdós membres de la Unió Europea, i signataris dels acords de Schengen. S'estén des del trifini Àustria-Txèquia-Alemanya (Baviera), passany pel riu Inn, entre els pobles de Neureichenau (Alemanya), Nová Pec (Txèquia) i Schwarzenberg am Böhmerwald (Àustria). cap a l'est, al trifini dels dos estats amb Eslovàquia, passant pel riu Morava entre els pobles d'Hohenau an der March (Àustria) i Borský Svatý Jur (Eslovàquia).

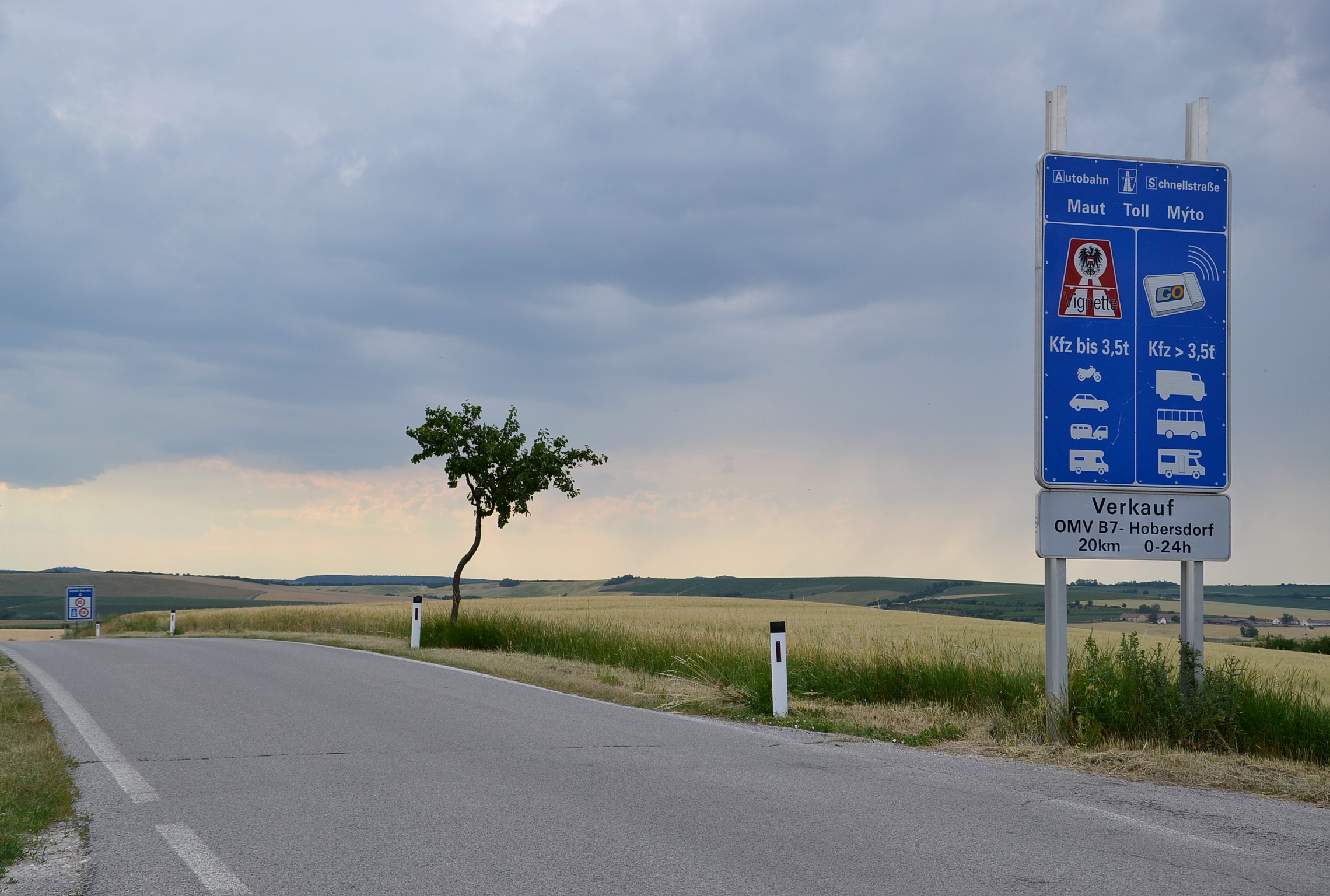
Creuant la frontera austro-txeca a Valtice

## Història
La història d'aquesta frontera comença al final de la Primera Guerra Mundial en 1918, quan es va independitzar la república de Txecoslovàquia (que unia aleshores la República Txeca i Eslovàquia), ambdues antigues possessions del l'Imperi Austrohongarès. La major part de la frontera coincidia amb els límits de l'antic regne de Bohèmia i Moràvia, i en tres llocs es van realitzar petits ajustaments a favor de Txecoslovàquia, motivats principalment per arguments econòmics (Valticko, Vitorazsko, Dyjský trojúhelník). No obstant això, la frontera ètnica real anava més al nord, ja que al sud de Bohèmia i Moravia hi vivia una gran comunitat alemanya (Sudetenland), que contra la seva voluntat foren inclosos a Txecoslovàquia. Entre 1938 i 1939 tant Àustria com la República Txeca foren annexionades al Tercer Reich, mentre que Eslovàquia esdevingué un estat independent satèl·lit.
Després de la Segona Guerra Mundial es va restablir l'antiga frontera entre Àustria i la República Socialista de Txecoslovàquia, aleshores membre del Pacte de Varsòvia i aliada de la Unió Soviètica. Després de la revolució de Vellut de 1990 i la separació de les repúbliques txeca i eslovaca el 1993, la frontera actual només ho és de la República Txeca.